# Cressy-sur-Somme
Cressy-sur-Somme – miejscowość i gmina we Francji, w regionie Burgundia-Franche-Comté, w departamencie Saona i Loara.
Według danych na rok 1990 gminę zamieszkiwały 234 osoby, a gęstość zaludnienia wynosiła 8 osób/km² (wśród 2044 gmin Burgundii Cressy-sur-Somme plasuje się na 678. miejscu pod względem liczby ludności, natomiast pod względem powierzchni na miejscu 191.).